# Брессана-Боттароне
Брессана-Боттароне (італ. Bressana Bottarone) — муніципалітет в Італії, у регіоні Ломбардія, провінція Павія.
Брессана-Боттароне розташована на відстані близько 450 км на північний захід від Рима, 45 км на південь від Мілана, 12 км на південь від Павії.
Населення — 3564 особи (2014).

## Демографія
Населення за роками:

Станом на 1 січня 2023 року в муніципалітеті офіційно проживало 345 іноземців з 35 країн, серед них 148 громадян країн Євросоюзу та 25 громадян України.

## Сусідні муніципалітети
- Бастіда-Панкарана
- Казатізма
- Кастеллетто-ді-Брандуццо
- Кава-Манара
- Пінароло-По
- Реа
- Робекко-Павезе
- Верруа-По